# Verbascum keklikolukense
Verbascum keklikolukense är en flenörtsväxtart som beskrevs av Hub.-mor.. Verbascum keklikolukense ingår i släktet kungsljus, och familjen flenörtsväxter. Inga underarter finns listade i Catalogue of Life.